# UNIQUE ZONE
UNIQUE ZONE（ユニークゾーン）は、日本で開催されている障害者のためのダンスイベントである。主催は一般社団法人日本アダプテッドブレイキン協会（通称JABA）。
UNIQUE ZONEという名称でイベントが初めて行われたのは2023年であるが、それ以前も別名称で同様のイベントの開催があった。
2024年には、UNIQUE ZONE DEAF(聴覚障害者限定のダンスイベント)、UNIQUE ZONE BREAKIN(障害者限定のブレイクダンスイベント)、UNIQUE ZONE JAM(障害者限定のダンスイベント）など様々なジャンルのイベントが開催され、同年2月には世界初と考えられるUNIQUE ZONE WORLD(世界中の障害者ダンサーの為のダンスバトル世界大会)が開催された。
また、ダンスイベントに限らず障害者同士の考えの共有や、障害者を育てる親同士の意見交流の場を目的としたUNIQUE ZONE COMMUNITYにもUNIQUE ZONEを冠している。

## 概要
UNIQUE ZONEの由来は障害をそれぞれのUNIQUE（個性・特徴）と捉え、UNIQUEが集まり交流する場（ZONE）を作るという目的からきている。

## UNIQUE ZONEを冠するイベント
- UNIQUE ZONE JAM

UNIQUE ZONEのメインイベントであり、優勝者にはUNIQUE ZONE WORLDへの出場権も与えられる。特徴としてはジャンルレスであり条件付きで健常者も出場できることにある。日本中から出場者を募り、全国大会として位置付けられている。
- UNIQUE ZONE BREAKIN

ダンスの自由度が高いブレイキンは障害者ダンサーにとって親しみやすく、参加者が多く集まるイベント。こちらも優勝者にはUNIQUE ZONE WORLDへの出場権も与えられる。
- UNIQUE ZONE （都市名）

年に数度、UNIQUE ZONEが大阪以外で開催されることがあり、大阪以外の障害者ダンサーの発掘やその地域の障害者コミュニティの形成を目的として開催されている。過去に兵庫、東京で開催されどちらの大会でも優勝者にはUNIQUE ZONE WORLDへの出場権が与えられた。
- UNIQUE ZONE COMMUNITY

障害者当事者や障害者の親に講演をしてもらい、障害者の親になったばかりの親への知識の共有やコミュニティの形成を目的としている。
- UNIQUE ZONE WORLD

世界から障害者ダンサーが集まるイベント、2024年にはドイツ、ポルトガル、韓国から選手が招待され、2025年にもアメリカ、香港から選手が招待された。世界中の障害者を対象としたダンスイベントに前例がないことから世界大会とした認知されている。